# Magia i Miecz (czasopismo)
Magia i Miecz – polskie czasopismo poświęcone grom fabularnym, pierwsze i najdłużej istniejące tego typu pismo na rynku polskim. Ukazywało się w latach 1993–2002 nakładem Wydawnictwa MAG. Jako prekursor tematyki gier fabularnych w Polsce odegrało ogromną rolę w popularyzacji idei RPG. W roku 2014 prawa do tytułu nabyło wydawnictwo Kuźnia Gier i czasopismo zostało wznowione na kilka lat.

## Lata 1993-2002
Założycielami i pierwszymi redaktorami pisma byli współpracownicy miesięcznika „Fantastyka” Jacek Rodek i Darosław J. Toruń. Za stronę graficzną czasopisma odpowiadał Jarosław Musiał.
Z uwagi na brak gier fabularnych w języku polskim, pierwsze numery pisma poświęcono w znacznej części materiałom do systemu RPG Kryształy Czasu – niewydanej, lecz cieszącej się popularnością w kręgach miłośników gier fabularnych grze tworzonej przez Artura Szyndlera.
Począwszy od 3 numeru na łamach czasopisma zagościł Klan Miłośników Gier Strategicznych pod redakcją Wojciecha Zalewskiego. Skierowany do miłośników strategicznych gier planszowych oferował omówienia zasad, scenariusze bitew oraz drukowane na ostatniej stronie okładki mapy i żetony przeznaczone do rozegrania przedstawionych w numerze problemów strategicznych. Po odejściu Wojciecha Zalewskiego na stanowisko redaktora magazynu „Strategia i Taktyka”, od numeru 16 na stronach działu zaczęły się ukazywać materiały promocyjne projektu polskiej figurkowej gry bitewnej fantasy pt. Verturia. Dział zniknął z łam czasopisma w numerze 19–20.
Profil pisma zmieniał się na przestrzeni lat, stopniowo poszerzając poruszaną tematykę o wieści z rynku, figurkowe gry bitewne, kolekcjonerskie gry karciane, LARPy, opowiadania, recenzje gier i książek, artykuły o tematyce historycznej oraz treści luźno związane z grami fabularnymi. Z pismem współpracowali m.in. Artur Szyndler, Andrzej Sapkowski i Tomasz Kołodziejczak, zaś teksty publikowali Krzysztof Piskorski, Anna Brzezińska, Jacek Komuda, Michał Studniarek, Ignacy Trzewiczek i inni. 
Do numeru 71 pismo ukazywało się w formacie A4, od numeru 71 w formacie B5. Najgrubszy numer liczył 208 stron (nr 91–92) i kosztował 15 zł. Do roku 2002 ukazały się 104 numery „Magii i Miecza” (z tego część podwójnych). Czasopismo miało regularność miesięcznika i dwumiesięcznika.

## Reaktywacja (2014)
18 marca 2014 r. Michał Stachyra, właściciel wydawnictwa Kuźnia Gier, zapowiedział reaktywację czasopisma we współpracy z platformą finansowania społecznościowego Wspieram.to w ramach inicjatywy Fajne RPG. Zbiórka środków zakończyła się 18 czerwca 2014 r. kwotą 98 733 zł, niemal czterokrotnie przekraczającą wymagany budżet minimalny (25 000 zł). W ramach uzyskanych środków zapowiedziano wydanie – co kwartał – w sumie 8  czarno-białych, ok. 130-stronicowych numerów w formacie B5 oraz przygotowanie wersji elektronicznej przeznaczonej dla czytników książek elektronicznych i tabletów (formaty .pdf, .mobi, .epub), a także w formie książki mówionej. Zapowiedziano także wydanie numeru specjalnego. Stanowisko redaktora naczelnego objął Tomasz Chmielik.
Planowany pierwotnie na sierpień numer 1. pisma ukazał się ostatecznie 25 września 2014 r w wersji PDF oraz 11 października 2014 r w wersji drukowanej.
Do ok. 2018 roku ukazało się przynajmniej 6 numerów pisma, a dwa kolejne były planowane.

## Redaktorzy
Stanowisko redaktora naczelnego, po pierwszym naczelnym Darosławie J. Toruniu, obejmowali, Tomasz Kołodziejczak (czerwiec-listopad 1995), Artur Marciniak (grudzień 1995-wrzesień 1997), Andrzej Miszkurka (październik 1997-wrzesień 1998), Rafał Nowocień (październik 1998-sierpień 1999) i jako ostatni, do końca istnienia czasopismu, Tomasz Kreczmar.